# هنر فرایندی

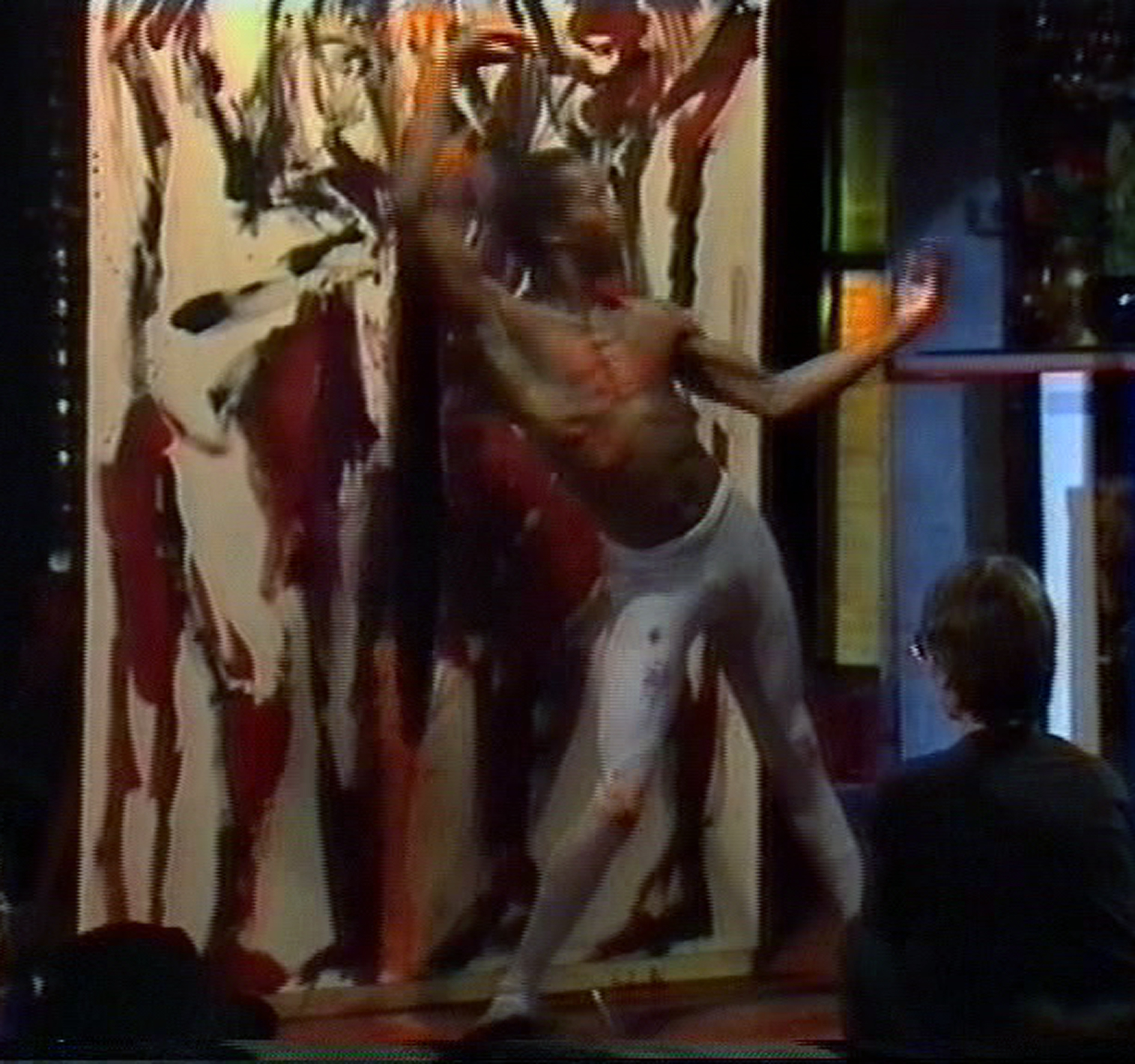
رابرت سولومون در مقابل روند نقاشی Trias اثر باربارا هاینیش به عنوان بخشی از اشعار نقد ادبی یواخیم دنهارت ، ضبط شده از برنامه WDR به همین نام، دوسلدورف 1988

هنر فرایندی (به انگلیسی: Process art) جنبشی هنری است که تمرکز آن نه بر روی محصول نهایی کار هنری، که بر فرایند تولید اثر هنری است. در هنر فرایندی هنر به منزلهٔ یک سلوک و فرایند تلقی می‌شود. واژهٔ فرایند در ترکیب هنر فرایندی به هر مرحله از روند خلق هنر از جمله گردآوری، دسته‌بندی، تلفیق، همکاری، الگوسازی اشاره دارد.

## پیشینه جنبش
هنر فرآیندی در اواسط دهه ۱۹۶۰ در ایالات متحده و اروپا به عنوان جنبشی هنری شناخته و معرفی شد. این جنبش ریشه در هنر اجرا، جنبش دادا و به طور سنتی‌تر، رنگ‌پاشی‌های جکسون پولاک برای آفرینش آثارش، و همچنین استفاده از عنصر اتفاق و اکتشاف دارد. تغییر مداوم و عامل زودگذری از موضوعات برجسته در جنبش هنر فرآیندی هستند. بر اساس آنچه موزه گوگنهایم منتشر کرده است، رابرت موریس در ۱۹۶۸ نمایشگاهی تاثیرگذار برگزار و در پی آن مقاله‌ای منتشر می‌کند که به واسطه آن، این جنبش به جامعه هنری معرفی می‌شود. 
موریس در  مقاله‌اش ایده پاد فُرم (anti-form) را به عنوان عنصر اصلیِ خلق آثار هنری در قالب فرایند تولید و در بستر زمان مطرح می‌کند. 
در تارنمای موزه گوگنهایم چنین نوشته شده است:

تمرکز هنرمندان فرآیندی بر بدن، اتفاق و تصادف، بداهه‌پردازی، و استفاده از مواد غیر سنتی مانند موم، نمد و لاتکس برای رها سازی هنرمند از قید و بند است. با استفاده از این مواد، آن‌ها فرم‌های نامتعارفی با استفاده از بُرش، آویزان کردن و رها کردن از فاصله بر زمین، و یا فرایند‌های طبیعی همچون کِشت دادن، تغلیظ، انجامد و تجزیه‌پذیری ایجاد کردند.

جنبش هنر فرآیندی و هنر بوم‌شناختی (هنر محیطی) عموما در ارتباط مستقیم با یکدیگر بررسی می‌شوند.
در هنر فرآیندی، همانند جنبش آرت پوورا، طبیعت به معنای حقیقی آن، و نه بصورت نمادین، به مثابه هنر شناخته شده  و از این رو نمادسازی و بازنمایی طبیعت اغلب مردود شناخته می‌شود.

## هنرمندان پیرو هنر فرایندی
- لیندا بنگلیس
- یوزف بویس
- کریس دراری
- اوا هسه
- گری کوهن
- بری له‌وا
- بروس نومان
- رابرت موریس
- ریچارد سرا
- کیث سونیر
- آیدا تومسکو
- ریچارد ون‌بورن